# پرده آهنین (فیلم)
«پرده آهنین» (انگلیسی: The Iron Curtain (film)) فیلمی در ژانر مهیج به کارگردانی ویلیام ولمن است که در سال ۱۹۴۸ منتشر شد. از بازیگران آن می‌توان به دانا اندروز، جین تیرنی، و جون هوک اشاره کرد.